# 8985 Tula
A 8985 Tula (ideiglenes jelöléssel 1978 PV3) a Naprendszer kisbolygóövében található aszteroida. Nyikolaj Sztyepanovics Csernih és Ljudmila Ivanovna Csernih fedezte fel 1978. augusztus 9-én.